# اس‌اس اسکنکتادی
اس‌اس اسکنکتادی (به انگلیسی: SS Schenectady) یک کشتی است که طول آن ۵۲۳ فوت (۱۵۹ متر) می‌باشد. این کشتی در سال ۱۹۴۲ ساخته شد.